# Lava Hot Springs
Lava Hot Springs – miasto w Stanach Zjednoczonych, w stanie Idaho, w hrabstwie Bannock.